# Lomatogonium caeruleum
Lomatogonium caeruleum är en gentianaväxtart som först beskrevs av John Forbes Royle, och fick sitt nu gällande namn av H. Smith apud B. L. Burtt. Lomatogonium caeruleum ingår i släktet stjärngentianor, och familjen gentianaväxter. Inga underarter finns listade i Catalogue of Life.